# Våle
Våle est un village de la municipalité de Tønsberg, dans le comté de Vestfold, en Norvège.

## Description
Våle est une zone nettement agricole avec des peuplements dispersées et des collines boisées. La colonie fait partie de la formation du rift d'Oslo. La majeure partie du village est un plateau à environ 100-120 m d'altitude, avec un sol argileux fertile, déposé après la dernière période de glaciation vistulienne. Les deux plus hautes collines sont Ryksåsen (217 m) et Kjærranåsen (153 m).
Après un référendum, les municipalités de Våle et Ramnes ont été fusionnées avec la municipalité de Re le 1er janvier 2002. Après une décision du conseil municipal, Re a fusionné avec la municipalité de Tønsberg à partir du 1er janvier 2020.
Aujourd'hui, la plupart des terres agricoles sont utilisées pour la production céréalière. Le fromage Jarlsberg peut provenir de fermes de Våle, qui faisait autrefois partie du comté de Jarlsberg.

## Zones protégées
- Réserve naturelle de Våle prestegårdsskog

## Personnalité
- Alf Gunnestad (1904-1987), aviateur, né à Våle.